# Skradnik (Josipdol)
 Skradnik  falu Horvátországban, Károlyváros megyében. Közigazgatásilag Josipdolhoz tartozik.

## Fekvése
Károlyvárostól 36 km-re délnyugatra, községközpontjától 3 km-re északkeletre a Plaški-mezőn a Viničica, Skradnik és Mali Vidrinac nevű magaslatok között fekszik.

## Története
A falunak 1857-ben 667, 1910-ben 684 lakosa volt. Trianonig Modrus-Fiume vármegye Ogulini járásához tartozott. 2011-ben a településnek 398 lakosa volt.
Lakói főként mezőgazdasággal foglalkoznak. Fő termények a burgonya, a káposzta és a kukorica. A településen alapiskola, bolt, kápolna és közösségi ház található.

## Lakosság
| Lakosság változása | Lakosság változása | Lakosság változása | Lakosság változása | Lakosság változása | Lakosság változása | Lakosság változása | Lakosság változása | Lakosság változása | Lakosság változása | Lakosság változása | Lakosság változása | Lakosság változása | Lakosság változása | Lakosság változása | Lakosság változása |
| ------------------ | ------------------ | ------------------ | ------------------ | ------------------ | ------------------ | ------------------ | ------------------ | ------------------ | ------------------ | ------------------ | ------------------ | ------------------ | ------------------ | ------------------ | ------------------ |
| 1857               | 1869               | 1880               | 1890               | 1900               | 1910               | 1921               | 1931               | 1948               | 1953               | 1961               | 1971               | 1981               | 1991               | 2001               | 2011               |
| 667                | 746                | 700                | 744                | 712                | 684                | 633                | 611                | 699                | 656                | 627                | 514                | 445                | 389                | 377                | 398                |

## Nevezetességei
A Skradnik, Oštarije és Josipdol között emelkedő 420 méter magas Viničica-dombon állt a vaskorban a kelták japod törzsének legnagyobb és legjelentősebb erődített települése Metulum. A rómaiak i. e. 35 és 33 között a tengerpart irányából hódították meg ezt a vidéket. A vár ostromáról Appianosz római történetíró számol be Róma történetéről szóló művében. Ezután Metulum mint a vidék legjelentősebb települése városi rangot kapott. Maradványait, helyek mintegy 20 hektáros területen fekszenek a 2002-től megindult tüzetes régészeti feltárás során tárták fel. Itt áll a Szent Katalin kápolna, melyet 1689-ben építettek. Valószínűleg már előtte is állt itt egy kápolna. A kápolna 1943-ban bombatalálat következtében romba dőlt, 1990-ben építették újjá. Főoltárán Szent Katalin üvegre festett képe látható, mellette Szent Illés és Szent Lukács szobrai.